# Henry O’Neill
Henry O’Neill (ur. 10 sierpnia 1891 w Orange, zm. 18 maja 1961 w Hollywood) – amerykański aktor filmowy i teatralny. Grywał siwych ojców i prawników w latach 30. i 40. XX wieku.
8 lutego 1960 otrzymał własną gwiazdę w Alei Gwiazd w Los Angeles znajdującą się przy 6801 Hollywood Boulevard.

## Kariera
Porzucił studia i dołączyć do wędrownej trupy teatralnej. Jego kariera przerwała I wojna światowa. Powrócił na scenę w 1919, gdzie jego przedwcześnie siwe włosy i dostojne zachowanie zapewniły mu autorytatywne role prawników, lekarzy i dyrektorów biznesowych. W 1921 zadebiutował na Broadwayu jako dr Sheldon w przedstawieniu Wiosna. Większość swojej kariery filmowej spędził w Warner Bros. i MGM.
Wiek i choroba zmusiły O’Neilla do ograniczenia swoich zobowiązań filmowych w latach 50., chociaż często pojawiał się w wielu antologiach telewizyjnych tamtej epoki. Zmarł 18 maja 1961 w wieku 69 lat.

## Filmografia
- 1934: Midnight jako Ingersoll
- 1934: Promenada miłości jako generał Fitts
- 1936: Pasteur jako dr Emile Roux
- 1936: Na celowniku mafii jako Ward Bryant
- 1937: Życie Emila Zoli jako pułkownik Picquart
- 1937: Fordanserki jako prokurator okręgowy Arthur Sheldon
- 1937: Mr. Dodd szaleje jako D.M. Gateway
- 1937: Mocni ludzie jako Henry Wells
- 1937: Alarm na morzu jako admirał Thomas
- 1938: Jezebel jako generał Theopholus Bogardus
- 1938: Dr Clitterhouse jako sędzia
- 1939: Niewidzialne piętno jako kurator sądowy
- 1941: Johnny Eager jako pan Verne
- 1940: Szlak do Santa Fe jako Cyrus K. Holliday
- 1940: Nocna wyprawa jako prokurator okręgowy
- 1943: A Guy Named Joe jako pułkownik Sykes
- 1943: Komedia ludzka jako Charles Steed
- 1945: Podnieść kotwicę jako admirał Hammond
- 1957: Skrzydła orłów jako kapitan Spear